# IC 3836
IC 3836 ist eine Spiralgalaxie vom Hubble-Typ S im Sternbild Jagdhunde am Nordsternhimmel. Sie ist schätzungsweise 345 Millionen Lichtjahre von der Milchstraße entfernt und hat einen Durchmesser von etwa 75.000 Lichtjahren. Vom Sonnensystem aus entfernt sich die Galaxie mit einer errechneten Radialgeschwindigkeit von näherungsweise 7.700 Kilometern pro Sekunde. Gemeinsam mit IC 3835 bildet sie nach Lage der Daten ein gebundenes Galaxienpaar.
Im selben Himmelsareal befinden sich unter anderem die Galaxien PGC 2159818, PGC 2162106, PGC 2163812, PGC 3088021.
Das Objekt wurde am 21. März 1903 von Max Wolf entdeckt.